# Omalodes praevius
Omalodes praevius är en skalbaggsart som beskrevs av Sylvain Auguste de Marseul 1861. Omalodes praevius ingår i släktet Omalodes och familjen stumpbaggar. Inga underarter finns listade i Catalogue of Life.